# Bromelia scarlatina
Bromelia scarlatina là một loài thực vật có hoa trong họ Bromeliaceae. Loài này được (Henriq. ex Linden) E.Morren ex C.H.Morren mô tả khoa học đầu tiên năm 1881.